# 주 공왕
주 공왕(周 共王)은 주나라의 제6대 왕이다. 성은 희(姬), 이름은 예호(繄扈)이다. 주 목왕의 아들이다.
| 전 임 아버지 목왕 만 | 제6대 주나라의 왕 | 후 임 아들 의왕 간 |